# Hafenrefferia acuta
Hafenrefferia acuta är en kvalsterart som beskrevs av Aoki 1966. Hafenrefferia acuta ingår i släktet Hafenrefferia och familjen Tenuialidae. Inga underarter finns listade i Catalogue of Life.